# Бродерик, Себастьян
Себастьян Бродерик-Имасуэн (англ. Sebastian Broderick-Imasuen; 9 июля 1938, Бенин-Сити, Нигерия — 3 января 2024, там же) — нигерийский футболист, защитник. Участник летних Олимпийских игр 1968 года.

## Биография
Выступал за нигерийский клуб «Лагос ЕКН», который позднее назывался НЕПА. В 1965 году выиграл Кубок Нигерии. В 1970 году перешёл в «Бендел Иншурэнс» и в 1972 году вместе с командой выиграл Кубок Нигерии.
В 1968 году главный тренер национальной сборной Нигерии Йожеф Эмбер вызвал Себастьяна на летние Олимпийские игры в Мехико. В команде он получил 14 номер. В своей группе Нигерия заняла последнее четвёртое место, уступив Бразилии, Японии и Испании. Себастьян Бродерик на турнире сыграл во всех трёх играх.
В составе национальной сборной Нигерии в рамках квалификации на чемпионат мира 1970 провёл 4 игры.
В 1973 году он отправился на тренерские курсы в Англии. В 1985 году в качестве главного тренера сборной Нигерии до 17 лет возглавлял команду на первом юношеском чемпионате мира, который проходил в Китае. Нигерия смогла дойти до финала, где обыграла сверстников из ФРГ со счётом (2:0). В 1987 году на юношеском чемпионате мира в Канаде привёл команду к серебряным наградам. В финальной игре нигерийцы уступили СССР в серии пенальти (1:1 в основное время и 2:4 в серии пенальти).
На юношеском чемпионате мира 1989 года в Шотландии Бродерик привёл команду к 1/4 финала, где Нигерия уступила будущему победителю турнира, Саудовской Аравии (0:0 в основное время и 0:2 в серии пенальти). Юношеский чемпионат мира 1995 года в Эквадоре закончился для подопечных Себастьяна Бродерика вновь на стадии четвертьфинала, где Нигерия уступила Оману (1:2).
Был женат.
В декабре 2022 года Бродерик перенёс ишемический инсульт, после чего проходил продолжительное лечение. Скончался 3 января 2024 года на 86-м году жизни.

## Достижения
Как игрок
- Обладатель Кубка Нигерии (2): 1965, 1972

Как тренер
- Победитель юношеского чемпионата мира (1): 1985
- Серебряный призёр юношеского чемпионата мира (1): 1987